# Lyndon Rive
Lyndon Rive (Pretória, 22 de janeiro de 1977) é o cofundador da SolarCity e serviu como seu CEO até 2017. SolarCity, uma provedora de serviços de energia limpa que projeta, financia e instala sistemas fotovoltaicos, realiza auditorias de eficiência energética e reforma e constrói estações de carregamento para veículos elétricos. Rive cofundou SolarCity com seu irmão Peter em 2006.
Antes de cofundar a SolarCity, Lyndon Rive cofundou uma empresa de software empresarial chamada Everdream, que foi ultimamente adquirida pela Dell. Rive começou sua primeira empresa aos 17 anos de idade, antes de deixar a África do Sul. Em seu tempo livre, Rive joga Hóquei subaquático. Rive é primo do investidor da SolarCity e empreendedor Elon Musk, já que suas mães são gêmeas.
Em 2010, Rive foi nomeado ao TR35 Technology Review do MIT como um dos top 35 inovadores do mundo abaixo dos 35 anos de idade.
Em 2017, Rive anunciou que ele ia parar de trabalhar para a Tesla depois que ela comprou a SolarCity em 2016. Ele vai passar seu tempo com sua família e talvez atividades empresariais adicionais.

## Prêmios
Em 2013, Rive foi um ganhador do EY Entrepreneur of the Year Award na região norte da Califórnia.